# Tiszaderzs
Tiszaderzs község Jász-Nagykun-Szolnok vármegye Tiszafüredi járásában.

## Fekvése
A vármegye északi széle közelében fekszik, Tiszafüredtől délnyugatra, Abádszalóktól északkeletre, a Tisza mellett.
A közvetlen szomszédos települések: észak-északkelet felől Tiszafüred és Tiszaszőlős, kelet felől Tiszaszentimre, délnyugat felől Abádszalók, északnyugat felől pedig Újlőrincfalva.

### Megközelítése
Csak közúton érhető el: Tiszafüred-Tiszaszőlős és Abádszalók felől a 3216-os, Tiszaszentimre felől pedig a 3218-as úton.
Vasútvonal nem érinti, a legközelebbi vasúti csatlakozási lehetőséget a Karcag–Tiszafüred-vasútvonal Tiszaszentimre vasútállomása kínálja, mintegy 6-7 kilométerre keletre.

## Története
Derzs már a honfoglalás után nem sokkal benépesült. Első ismert birtokosai a Tomaj nemzetség tagjai voltak, majd a 14. században rajtuk kívül még a Szalók nemzetség, a Derzsyek, a Losonczy, Kun és Pásztói valamint a Péntek (Cserőköz-puszta)és Borbély családok is birtokot szereztek itt.
A Péntek család a nemeslevelet II. Ferdinándtól 1631. évi jún. 18-án Péntek Demeter, neje Tóth Katalin, gyermekei Péter, Anna és Ilona, továbbá testvérei Lőrincz és Katalin nyerték s ugyanazon évben Borsodmegye hirdette ki. (Borsodm. lev. Pr. 5. f. 41.) 1699. évben Benedek, István, id. és ifj. András sarudi birtokosok voltak s 1709. évben igazolták nemességüket. (1709. év 486. jkl.) Az 1724. évi investigatió idején János, Demeter, Benedek, Lőrinc tiszaderzsi lakosok voltak, későbben pedig egyesek Kisújszállásra, Kúnhegyesre, Madarasra is elágaztak (1773. év 309. C. sz.)
A 16. század közepe körül a Derzsyek mellett a Chemel, Fürök és Szabó családok, valamint Széky Pál egri hadnagy is - aki a Derzsy család rokonságához tartozott - birtokot szerzett Derzsen.
1670 után Széky Péter szendrői kapitány szerezte vissza nagyapja Széky Pál elzálogosított birtokát.
A Török hódoltság alatt a település kétszer is elnéptelenedett; 1566-ban a második tatár betöréskor, majd 1590-ben, de mindkét alkalommal hamarosan visszatelepült.
A Rákóczi-szabadságharc alatt a környéken folyó harcokban újra néptelenné vált, 1711-1712-ben népesedett be újra.
A felszabadító háborúk alatt a falu a kincstáré lett.
1745-ben Mária Terézia a falut Borbély Balázsnak adományozta.
A 20. század elején Jász-Nagykun-Szolnok vármegye Tiszai felső járásához tartozott.
A 19. századtól fontos szerepet játszott a település közéletében és gazdaságában a derzsi Ujvári család, melynek tagjai a 18. század elejétől, egészen a 20. század közepéig (1963) a faluban éltek. Az államosítás és az 1956-os forradalmat követő megtorlás után hagyták el a községet, leszármazottjaik Tiszafüreden és Ausztriában élnek.

## Közélete

### Polgármesterei
- 1990–1994: Dr. Herédy Dezső (Vidéki Magyarországért Párt)[3]
- 1994–1998: Varga Sándor (független)[4]
- 1998–2002: Varga Sándor (független)[5]
- 2002–2006: Dr. Herédy Dezső (független)[6]
- 2006–2010: Dr. Herédy Dezső (független)[7]
- 2010–2012: Dr. Herédy Dezső (független)[8]
- 2012–2014: Fótosné Czeglédi Zsuzsanna (független)[9]
- 2014–2019: Fótosné Czeglédi Zsuzsanna (Fidesz-KDNP)[10]
- 2019–2024: Fótosné Czeglédi Zsuzsanna (Fidesz-KDNP)[11]
- 2024– : Fótosné Czeglédi Zsuzsanna (Fidesz-KDNP)[1]

A településen 2012. június 24-én időközi polgármester-választást (és képviselő-testületi választást) tartottak, az előző képviselő-testület önfeloszlatása miatt. A választáson a hivatalban lévő faluvezető is elindult, de meglehetősen csúfos arányban alulmaradt egyetlen kihívójával szemben.

## Népesség
A település népességének változása:
| Lakosok száma | 1099 | 1093 | 1036 | 1010 | 995  | 1006 | 1010 |
|               | 2013 | 2014 | 2017 | 2021 | 2022 | 2023 | 2024 |

2001-ben a település lakosságának 95%-a magyar, 5%-a cigány nemzetiségűnek vallotta magát.
A 2011-es népszámlálás során a lakosok 91,5%-a magyarnak, 7,7% cigánynak, 0,6% németnek mondta magát (8,3% nem nyilatkozott; a kettős identitások miatt a végösszeg nagyobb lehet 100%-nál). A vallási megoszlás a következő volt: római katolikus 12,5%, református 33,9%, görögkatolikus 0,2%, felekezeten kívüli 39,4% (13,7% nem nyilatkozott).
2022-ben a lakosság 91,2%-a vallotta magát magyarnak, 5,2% cigánynak, 0,7% németnek, 0,1% románnak, 1,1% egyéb, nem hazai nemzetiségűnek (8,1% nem nyilatkozott; a kettős identitások miatt a végösszeg nagyobb lehet 100%-nál). Vallásuk szerint 26,4% volt református, 8,7% római katolikus, 0,3% evangélikus, 0,2% görög katolikus, 0,5% egyéb keresztény, 0,9% egyéb katolikus, 40,3% felekezeten kívüli (22,6% nem válaszolt).

## Nevezetességei
- Református templom – 18. század
- Tiszaderzsi Domonkos-rendi templomrom, 13. századból való román stílusú templomrom. A templomot 1706-ban, a Jean Rabutin-hadjárat idején égették fel.
- Tiszaderzsen 2022. június 18-án megnyílt kengurupark található, ahol Ausztrália emblematikus állatai tekinthetőek meg.[16][17]

## Híres emberek
- Itt élt nagysarlói Magyary-Kossa Ferenc (Tiszaroff, 1826. november 13. – Budapest, 1890. szeptember 17.) földbirtokos, állatorvos.
- Itt született és élt Ujvári László (Tiszaderzs 1919. január 19. - Budapest, 1996. október 27.) '56-os forradalmár, műszaki tisztviselő, kereskedő.[18]
- Itt élt egy ideig roffi Borbély György (Tiszaroff, 1875. március 29. – Budapest, 1941. március 24.), földbirtokos, politikus, Jász-Nagykun-Szolnok vármegye főszolgabírája, majd főispánja.